# Salomończycy
Salomończycy – grupa około dziewięćdziesięciu ludów i plemion melanezyjskich (Melanezyjczycy) zamieszkujących państwo Wyspy Salomona. Ich liczba wynosi około 333 tysiące (dane na rok 1992). Mówią licznymi językami z gałęzi oceanicznej wielkiej rodziny języków austronezyjskich oraz językami papuaskimi (nieaustronezyjskimi). Większość wyspiarzy to chrześcijanie, głównie protestanci (anglikanie), mniej liczne grupy tworzą katolicy oraz wyznawcy rodzimych kultów i religii.